# Parque Cruz Conde
Parque Cruz Conde es un barrio de la ciudad de Córdoba (España), perteneciente al distrito Poniente Sur. Está situado en zona sur del distrito. Limita al norte con los barrios de Polígono de Poniente y Vista Alegre; al nordeste, con el barrio de San Basilio; al este, con el río Guadalquivir; y al sur y al oeste, con terrenos no urbanizados de la periferia de la ciudad.

## Historia
El origen de este barrio está ligado a la creación del parque Cruz Conde. El entonces alcalde de Córdoba, Antonio Cruz Conde, estaba paseando por los terrenos junto al cementerio de la Salud y se dio cuenta del potencial del área como zona verde, por lo que su expropiación comenzó el 17 de octubre de 1958. El parque se proyectó con 14 hectáreas y, con el paso del tiempo, albergó un circuito deportivo, conocido como circuito cola cao debido a que los carteles que indicaban los metros recorridos estaban patrocinados por esta marca. En las excavaciones del parque se encontraron los posibles asentamientos humanos más antiguos de la ciudad del tercer milenio antes de Cristo en lo que ha sido llamado colina de los Quemados. En 2010 se realizaron algunas reformas en el parque que incluyeron nuevo acerado, mobiliario urbano, mejora de la accesibilidad y se implantó un nuevo sistema de riego.
Las primeras viviendas se entregaron en 1967 gracias al Plan General de Ordenación Urbana (PGOU) de 1958, ejemplo del desarrollo urbanístico de los últimos años del franquismo, especialmente a familias que provenían de otros pueblos de la provincia.

## Lugares de interés
- Ciudad de los Niños
- Zoológico de Córdoba
- Campus Universitario de Menéndez Pidal
- Real Jardín Botánico de Córdoba
- Hospital Provincial
- Hospital Reina Sofía